# Nick McCabe

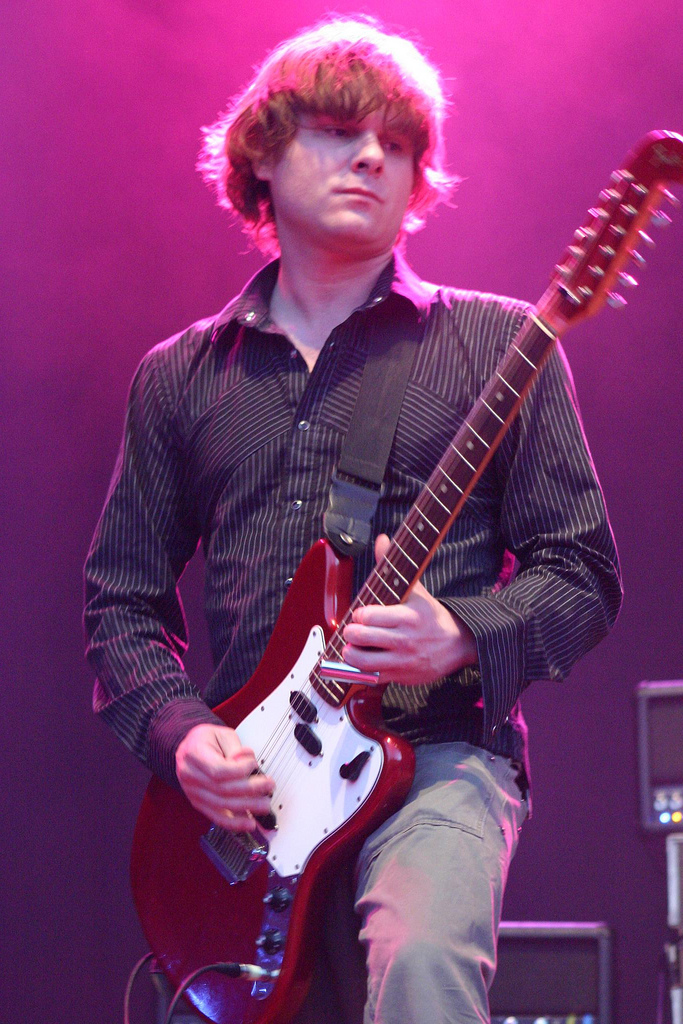
Nick McCabe, 1999

Nicholas Joseph McCabe (* 14. Juli 1971 in St Helens) ist ein britischer Musiker und Produzent. Bekannt wurde er als Gründungsmitglied der nordenglischen Band The Verve. Er spielt Synthie-Gitarre und betätigt sich sowohl als Produzent englischer Nachwuchs-Rockbands als auch im Bereich elektronischer Musik.

## Stil
Charakteristisch für Nick McCabe ist die außergewöhnliche Art und Weise des Gitarrespielens. Er spielt komplett rhythmusunabhängig und verwendet mehrfache Echo- und Feedbackeffekte, die er auch gleichzeitig concertieren lässt. Zu Verve-Zeiten war auffällig, dass er auf der Bühne Shoegazing-typisch unbeweglich schien, weil er ein riesiges Feld an Pedalen und Fußtreter (einen Einzeleffekt für die E-Gitarre, der über einen übergroßen Knopf mit dem Fuß zuschaltbar ist) für seine Synthesizer und Effektgeräte bediente, während er mit den Händen die Saiten zum Klingen brachte. Owen Morris, der Produzent des The-Verve-Albums „A Northern Soul“ und der ersten beiden Oasis-Platten sagte einst sinngemäß über ihn, es sei bemerkenswert, ihm beim Gitarrespielen zuzusehen und zuzuhören, seine Gitarrenläufe und Klangteppiche haben eine eigene Seele. Zudem ist er aus Überzeugungsgründen schwer zu überreden, eine Ton- und Klangfolge zu wiederholen.

## Werdegang

### Der Weg zur Musik
Angetrieben von seinem großen Vorbild John Martyn, nahm Nick McCabe eines Tages die Gitarre in die Hand und bemerkte schnell, dass ihm das einfache Akkordspielen und Saitengezupfe nicht zusagte. Er war vielmehr fixiert auf Effektgeräte und Synthesizer, die er aber nicht über Keyboard, sondern E-Gitarre ansteuern wollte. Das Problem war, dass ihm Geld für das nötige Equipment fehlte, und so kümmerte er sich um eine externe Spielmöglichkeit. Schließlich bot sich die Gelegenheit, an einer Schule in Wigan, ein paar Kilometer von St. Helens entfernt, in einem Musikraum zu üben.

### The Verve
Eines Tages im Jahr 1989 kam Richard Ashcroft an diesem Raum vorbei und hörte McCabe beim Spielen. Da er gerade dabei war, eine Band zu gründen, kam diese zufällige Begegnung wie gerufen, zumal er von dessen Spielweise beeindruckt war. Kurz darauf wurde McCabe festes Mitglied von The Verve, was er bis zur ersten Trennung 1995 auch durchgängig war. Die wachsenden Spannungen zwischen den beiden Egos führten zum Auseinandergehen der Band. Richard Ashcroft bat ihn jedoch anderthalb Jahre später, wieder zu The Verve zurückzukehren und er folgte diesem Wunsch. 1997 schaffte er mit The Verve, der Single Bitter Sweet Symphony und dem Album Urban Hymns den weltweiten Durchbruch. Doch McCabes wachsende Begeisterung für elektronische Musik wurde insbesondere von Ashcroft nicht geteilt. Zwar konnte er mit Deep Freeze einen komplett eigenen Song als Hidden Track auf The Verves Hit-Album Urban Hymns platzieren. Der Visionenkonflikt zwischen Ashcroft und ihm war jedoch schließlich einer der Hauptgründe für die zweite Trennung von The Verve.
McCabe verließ die Band überraschend während der Europatournee im Frühjahr 1998, wodurch The Verve die letzten ihrer geplanten vier Auftritte in Deutschland nicht mehr wahrnehmen konnten. Bislang ist allerdings unklar, inwieweit er der Band aus freien Stücken heraus den Rücken zukehrte. Anlass zu Spekulationen gab ein Interview mit dem amerikanischen Indie-Pop-Fanzine Excellent Online, dass von den Administratoren der bekanntesten und ältesten Verve-Fanseite, dem Verve Universe, betrieben wird. Nach Verweigerungen gegenüber dem englischen New Musical Express und anderen Zeitungen und Zeitschriften, hat sich McCabe in diesem umstrittenen Interview 1999 seinen Anhängern erklärt – erst Ende 2002 stimmte EMI der Publikation des Interviews zu.

### McCabe als Solomusiker und Produzent
Seit dem Ende von The Verve bleibt Nick McCabe vorzugsweise im Hintergrund und hat sich der elektronischen Musik verschrieben. Nach der offiziellen Trennung der Band am 28. April 1999 hatte er sich allerdings kurzfristig wieder mit Simon Jones, Simon Tong und einem unbekannten Drummer zusammengetan und u. a. einen Beitrag zum Soundtrack für die Verfilmung von Iain Banks’ „Verschworen“ beigesteuert. Ende 1999 ist er dann mit Frau und Tochter nach Spanien gezogen und hat von da aus mit diversen französischen Elektroprojekten wie Mellow oder Neotropic sowie mit den DJs und Produzenten David Kosten und Photek zusammengearbeitet. 2000/2001 hat er mit Riz Maslen, einer französischen Künstlerin, den Film „An Ambient Road Movie“ und insbesondere den Soundtrack dazu produziert. Die Musik wurde unter dem Titel „La Prochaine Fois“ über Riz Maslen′s Projekt „Neotropic“ (Ninja Tune) veröffentlicht.
Seit seiner Rückkehr nach Großbritannien 2002 beschäftigt er sich hauptsächlich mit der Produktion englischer Nachwuchsbands.
Seine ersten Erfahrungen als Remixer und Produzent sammelte McCabe bereits zu Zeiten von The Verve. Auf den B-Seiten zu A Northern Soul finden sich bereits diverse Remixe von ihm. Nach seinem Debüt als eigenständiger Produzent beim Abmischen und Aufbereiten der Debüt-EP der Beta Band während der ersten Verve-Trennungsphase (1995–1996) wurde diese von Parlophone unter Vertrag genommen und platzierte schließlich drei Alben erfolgreich in den Top 20 der britischen Albumcharts. Mit den Nova Saints arbeitet er seit 2005 eng zusammen und produzierte deren Debüt. 2006 erschien McCabe für einen Song gemeinsam mit der Band auf der Bühne und gab nach achtjähriger Abstinenz sein Live-Comeback mit der Synthiegitarre. Zudem verdingt sich McCabe mit der Produktion von Remixen wie z. B. für die Single „Freedom Fighters“ von The Music. 2004 hat er sich mit der Aufnahme eines gemeinsamen Songs mit John Martyn einen Traum erfüllt.

### Comeback als Bandmusiker
2007 kam es zur Wiedervereinigung von The Verve, mit denen McCabe 2008 ein Album und zwei Singles veröffentlichte. Seit 2009 betreibt er mit Bassist Simon Jones (The Verve), E-Violinist Davide Rossi (Goldfrapp) und Schlagzeuger Mig Schillace (Portishead) sein neues Bandprojekt The Black Ships. 2011 gaben sie ihre ersten Livekonzerte und veröffentlichten als Teaser für das Debütalbum im Mai 2011 die EP Kurofune. Die Kurzspielplatte enthält genau einen 25-minütigen Song mit experimentellen Songstrukturen, der sich aus schwermütigen Triphop-Elementen, Geigen, psychotisch-noisigen Gitarren und elektronischen Samples speist. Für das Album kollaboriert das Projekt mit unterschiedlichen Sängern, aber auch Rossi nimmt hin und wieder das Mikrophon in die Hand. 2012 hat sich die Band in Black Submarine umbenannt.

## Diskografie

### 1992–1997
- Verve – The Verve E.P. (1992)
- Verve – A Storm In Heaven (1993)
- The Verve – No Come Down (1994)
- The Verve – A Northern Soul (1995)
- The Verve – Urban Hymns (1997)

### 1997–2001
- The Beta Band – Champion Versions E.P. (1997)
- Mellow – Instant Love E.P. (1999)
- O.S.T. für Iain Banks’ „Complicity“ (2000, 2 Tracks mit Simon Jones)
- Neotropic – La Prochaine Fois/An Ambient Road Movie (2001)

### 2002–2007
- Faultline feat. Nick McCabe – Last Broadcast (Veröffentlicht 2002/2004 auf „Your Love Means Everything“)
- John Martyn feat. Nick McCabe – Walking Home (Veröffentlicht 2004 auf „On The Cobbles“)
- Nick McCabe vs. The Music – The People (Veröffentlicht 2004 auf „The Freedom Fighters“-E.P.)
- The Heavy – In The Morning E.P. (2005, produziert von Nick McCabe)
- The Nova Saints (voriger Name: Spencer) – The Draft EP (28. Mai 2007, produziert von Nick McCabe, inkl. Remix von McCabe)

### 2008 ff.
- The Verve – Forth (2008)
- The Black Ships – Kurofune EP (2011)
- Charly Bickers – Our Frail Hearts (2012)
- Lowline – The Howler EP (Track "Bury My Soul", 2013)
- O.S.T. für "Java Heat – Insel der Entscheidung" (2013, 4 Tracks mit Black Submarine)
- Black Submarine – New Shores (2014)

### Nick McCabe
- Northern Souls Forum
- Nick McCabe bei MusicBrainz (englisch)
- Nick McCabe bei Discogs

### Projekte
- Beschreibung zu Riz Maslen's Road Movie